# Erycina
Genre
Synonymes
- Psygmorchis Dodson & Dressler
- Stacyella Szlach.

Erycina est un genre d'orchidées, de la sous-famille des Epidendroideae, de la tribu des Cymbidieae et de la sous-tribu des Oncidiinae.
Les espèces sont trouvées au Mexique, en Amérique Centrale, en Amérique du Sud et à Trinidad.
L'espèce Erycina pusilla est une plante modèle du fait de sa petite taille et de sa facilité de culture in vitro.

## Liste des espèces
- Erycina crista-galli (Rchb.f.) N. H. Williams et M. W. Chase
- Erycina echinata (Kunth) Lindl.
- Erycina glossomystax (Rchb.f.) N. H. Williams et M. W. Chase
- Erycina hyalinobulbon (Lex.) N. H. Williams et M. W. Chase
- Erycina pumilio (Rchb.f.) N. H. Williams et M. W. Chase
- Erycina pusilla (L.) N. H. Williams et M. W. Chase
- Erycina zamorensis (Dodson) N. H. Williams et M. W. Chase